# Franxault
Franxault település Franciaországban, Côte-d’Or megyében. Lakosainak száma 509 fő (2022. január 1.). Franxault Losne, Montagny-lès-Seurre, Pagny-le-Château, Aumur és Saint-Aubin községekkel határos.

## Népesség
A település népességének változása:
| Lakosok száma | 317  | 359  | 385  | 400  | 449  | 461  | 476  | 497  | 501  | 509  |
|               | 1968 | 1982 | 1990 | 2006 | 2013 | 2015 | 2017 | 2019 | 2020 | 2022 |